# Juan de Salcedo
Juan de Salcedo (México, 1549 — Vigan, 11 de março de 1576) foi um conquistador espanhol, que ficou famoso com a conquista das Filipinas.

## Biografia
Salcedo era neto de Miguel López de Legazpi, e irmão de Felipe de Salcedo. Foi um dos soldados integrantes da conquista espanhola das Filipinas em 1565. Ele entrou para as Forças Armadas espanholas em 1564 para sua exploração das Índias Ocidentais, aos 15 anos. Em 1569, Salcedo comandou um exército de 300 soldados juntamente com Martín de Goiti para a conquista de Manila. Lá eles lutaram em muitas batalhas contra os chefes muçulmanos entre 1570 e 1571, pelo controle das terras e dos assentamentos.
Salcedo depois explorou aos regiões mais ao norte das das Filipinas com uma pequena força de 45 soldados no final de 1571, onde viajou principalmente entre Ilocos Sur e a ilha de Luzon, fundando várias cidades espanholas.
Em 1574, Salcedo retornou a Manila, após ter estourado uma guerra contra 3 000 piratas chineses comandados por Limahong que havia sitiado os assentamentos espanhóis. Salcedo e seu exército de 600 soldados recapturaram a cidade naquele mesmo ano e perseguiram a tropa chinesa em retirada até Pangasinán em 1575. Lá os espanhóis sitiaram os piratas por três meses. Limahong e sua tropa foram capturados e, mais tarde, executados.
Posteriormente, Salcedo voltou a Vigan, onde morreu de febre em sua casa, aos 27 anos. Seu corpo jaz na Igreja de Santo Agostinho em Intramuros.